# Куккарагай
Куккарагай (устар. Кук-Карагай) — река в России, протекает по Кош-Агачскому району Республики Алтай. Устье реки находится в 37 км от устья реки Джазатор по правому берегу. Длина реки составляет 12 км.

## Данные водного реестра
По данным государственного водного реестра России относится к Верхнеобскому бассейновому округу, водохозяйственный участок реки — Катунь, речной подбассейн реки — Бия и Катунь. Речной бассейн реки — (Верхняя) Обь до впадения Иртыша.